# Meyer Neptun
Die Meyer Neptun S.à r.l. (Eigenschreibweise: MEYER NEPTUN) ist eine Holdinggesellschaft mit Sitz im luxemburgischen Senningerberg. Sie ist die Konzernmutter diverser Unternehmen der Schiffbaubranche. In ihr sind die deutschen Schiffbauaktivitäten der aus Papenburg stammenden Schiffbauer-Dynastie Meyer an den Standorten Papenburg (Meyer-Werft) und Rostock (Neptun Werft) zusammengefasst.

## Struktur
Zur Meyer Neptun gehören neben den originären Werftbetrieben Meyer Werft GmbH & Co. KG und Neptun Werft GmbH & Co. KG noch weitere Unternehmen aus den Branchen Schiffbau bzw. schiffbaunahe Dienstleistungen:
- Meyer Neptun GmbH,  – 94,78 %
- Meyer Werft GmbH & Co. KG,  – 100 %

Logo Meyer Werft

Logo Neptun Werft

  - Meyer Werft Verwaltungs-GmbH,  – 100 %
- Neptun Werft GmbH & Co. KG,  – 100 %
  - Neptun Werft Verwaltungs-GmbH,  – 100 %
- Meyer Werft Laserzentrum GmbH,  – 100 %
- Meyer Werft Rohrzentrum GmbH,  – 100 %
- Meyer Werft Akademie GmbH,  – 100 %
- D-CEMS Flug GmbH,  – 100 % – betrieb bis 2021 eine Cessna Citation[3]
- MAC Hamburg GmbH,  -100 %
- TSI d.o.o.,  Kroatien – 51 %
- UAB „MS Maritime“,  Litauen – 51 %
- Meyer Port 4 GmbH,  – 100 %
- Alfred Maritime GmbH,  – 100 %
- UAB „MS Tubes“,  Litauen – 66 %
- Meyer Neptun Engineering GmbH,  – 100 %
- MSW Verwaltungs AG,  Liechtenstein – 10 % (aber Stimmenmehrheit)
- Meyer Neptun Sozialwerk GmbH,  – 100 %

## Eigentümer
Die Meyer Neptun S.à r.l. befindet sich vollständig im Besitz einer Familienstiftung, die von der Familie Meyer kontrolliert wird.

## Kontroverse um Verlagerung nach Luxemburg
Die Sitzverlagerung der Konzernmutter von Deutschland nach Luxemburg sorgte für Kontroversen zwischen der Familie Meyer einerseits und der IG Metall sowie der niedersächsischen Landes- und der Papenburger Kommunalpolitik andererseits. Seitens Gewerkschaft und Politik wurde Meyer vorgeworfen, durch die Sitzverlegung massiv Steuern zu sparen und ins Ausland zu verlagern. Meyer dagegen begründete den Schritt damit, dass so kein nach deutschem Recht erforderlicher Aufsichtsrat eingesetzt werden müsse. Dieser würde abgelehnt, weil er die Entscheidungsprozesse des familiengeführten Unternehmens deutlich verlangsamen würde. Zur Untermauerung ihres Standpunkts ließ Meyer durch eine Rechtsanwaltskanzlei ein Gutachten erstellen, lt. welchem die Sitzverlegung keinerlei steuerliche Vorteile mit sich bringen würde.

## Schwesterkonzern
Neben den Werftstandorten in Papenburg und Rostock gehört zur Meyer-Gruppe auch ein Standort in Finnland, die Meyer-Turku-Werft. Diese Werft mit ihren Tochterunternehmen gehört nicht zu Meyer Neptun, sondern ist als gesonderter Konzern mit der Konzernobergesellschaft Meyer Turku GmbH mit Sitz in Papenburg organisiert.

## Weitere Gesellschaften
Neben den beiden Konzernobergesellschaften (Meyer Neptun sowie Meyer Turku) und ihren Tochtergesellschaften ist die Familie Meyer an weiteren Unternehmen aus den Bereichen Schiffbau bzw. schiffbaunahe Dienstleistungen beteiligt, so bspw. an der EMS PreCab GmbH.